# Serpulidae
Serpulidae são uma família de anelídeos, sedentários e filtradores, habitantes de tubos calcários. São poliquetas pertencentes à subordem Sabellida, originalmente descritos por Rafinesque em 1815. O primeiro registro de serpulídeos é da época do permiano.
Produzem os tubos em que vivem no substrato marinho com  uma mistura de carbonato de cálcio e matriz orgânica e, além disso, tem um opérculo, normalmente pedunculado, especializado em fechar a entrada do tubo.
Seu tamanho varia de 3 à 200mm, e o tubo pode ser bem maior. Compartilham a coroa radial e a segmentação corporal com a subordem na qual estão contidos, mas a continuidade dos lobos dorso-laterais na membrana torácica bem desenvolvida é específica da família e, provavelmente, uma sinapomorfia do grupo.

## Morfologia
Os serpulídeos, tais quais os sabelídeos, possuem o corpo claramente dividido em três partes: a coroa branquial, o tórax e o abdômen. São, normalmente, bem coloridos, o que facilita no trabalho de campo, mas não é um bom indicador taxonômico, por possuir uma variação interespecífica enorme, podendo variar até em um único indivíduo.

#### Coroa Branquial

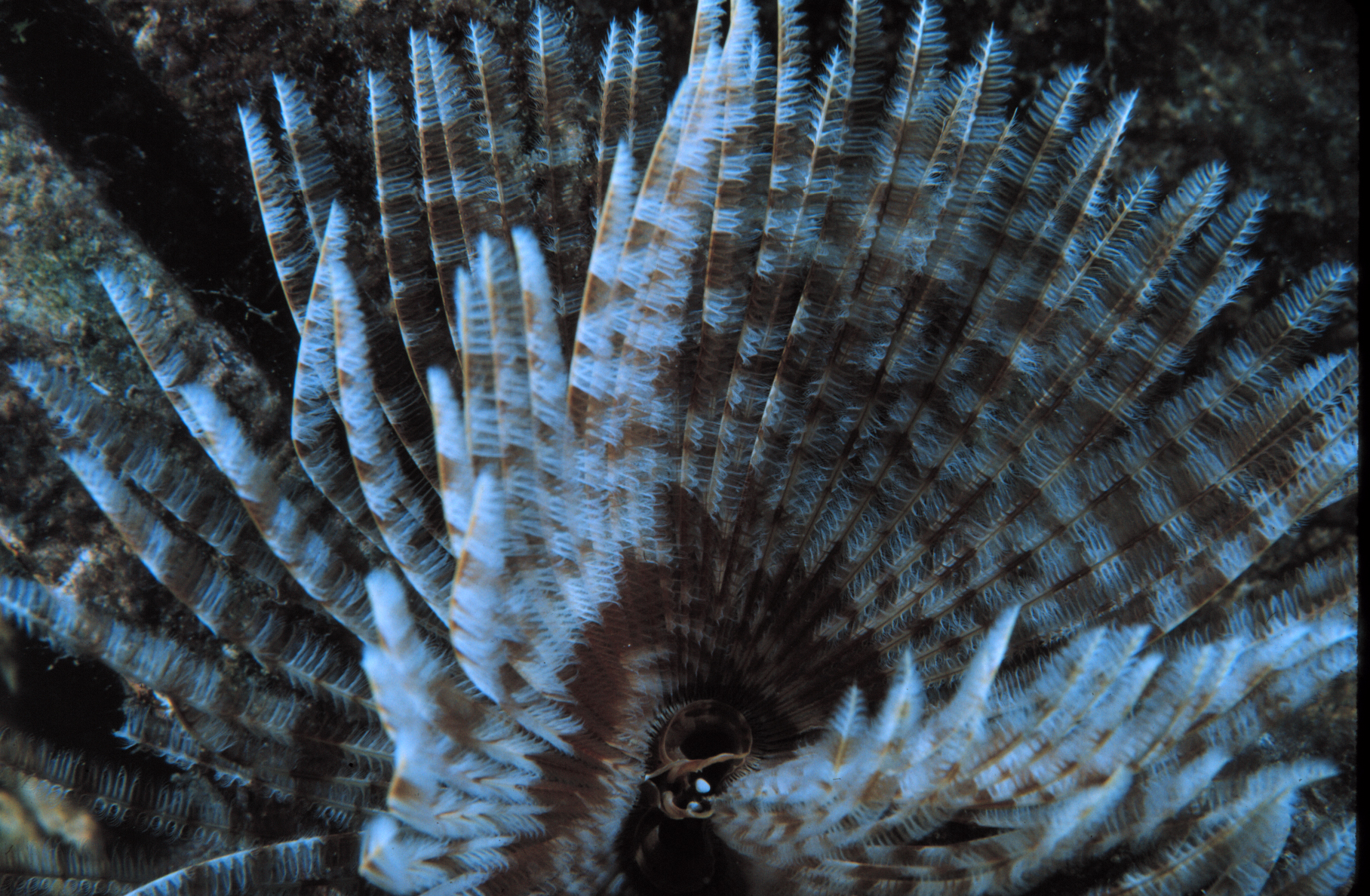
Detalhes da coroa branquial, mostrando os radíolos com a fileira duplamente ciliada

A coroa branquial possui um grande número de radíolos, que são projeções com uma fileira dupla ciliada para realização de trocas gasosas e captura de partículas para alimentação. Um dos radíolos normalmente é transformado no pedúnculo opercular, e este distalmente contém o opérculo. Eles estão conectados lateralmente à boca do animal por lobos pares. A base dos radíolos pode conter uma membrana inter-radiolar, mas é bem rara no gênero Hydroides e está ausente nos gêneros Ficopomatus, Filograna, Pseudochitinopoma, Pseudovermilia, Salmacina, e Vermiliopsis.
Os radíolos se organizam em dois semi-círculos na maioria dos pequenos serpulídeos, mas a formação espiralada - característica de Spirobranchus - acontece quando a porção ventral dos lobos  branquiais continua crescendo na margem interna da coroa.

#### Opérculo
O opérculo serve como a “tampa” do tubo calcário, para quando a minhoca se recolhe dentro dele; é um radíolo modificado presente na maioria dos gêneros de Serpulidae, mas mesmo gêneros comumente operculados  podem ter espécies não-operculadas, e vice-versa. Eles podem ser reforçados com uma última camada ou quitinosa e lisa, ou coberta com espinhos distais, ou uma camada calcária, entre outros.

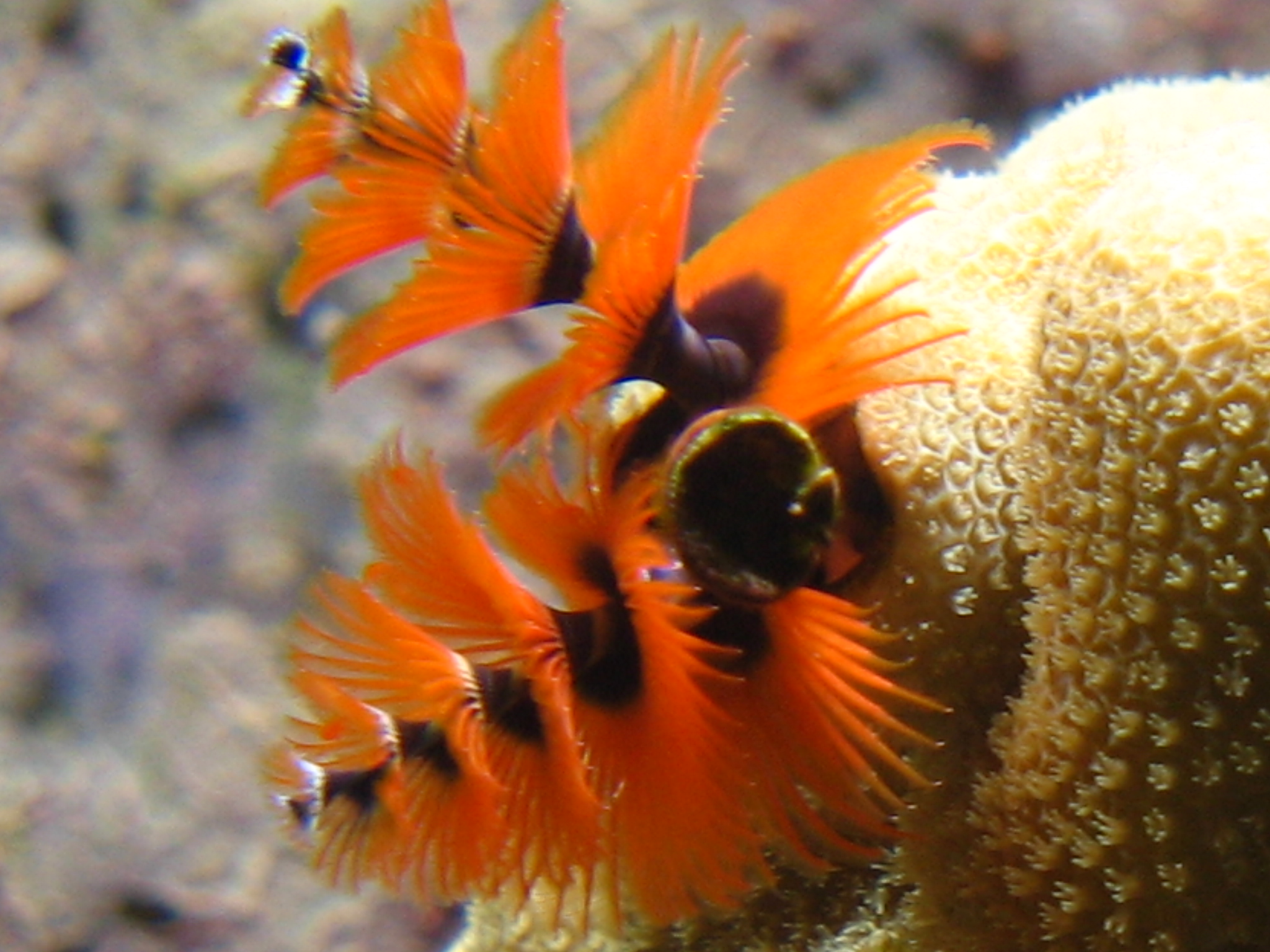
Nessa espécie, o opérculo é a estrutura circular mais escura na frente da imagem

O opérculo é uma das principais características taxonômicas da família. Por exemplo, a espécie Vermiliopsis striaticeps tem um opérculo funcional e, em outro radíolo, um rudimentar; se o funcional é amputado, o rudimentar se desenvolve na ponta do radíolo. Protis polyoperculata pode ter até 6 opérculos, alguns classificados como pseudo opérculos por serem menores.
A perda de opérculo pode ocorrer porque se encontra uma forma de defesa alternativa, como o simbionte Floriprotis que conta com a defesa dos corais em que se hospeda, ou porque ocorre como uma adaptação a certas condições ambientais, como falta de oxigênio.

##### Pedúnculo
O pedúnculo, às vezes, pode emergir da parte basal do opérculo, ou ser separado dele por algum tipo de constrição. Em alguns gêneros, o pedúnculo se encontra na base da coroa radial, cobrindo vários radíolos; em outros, o pedúnculo é um segundo radíolo modificado. Ele é normalmente mais grosso que um radíolo normal, com ausência da usual fileira dupla de cílios - apesar de existirem exceções.

#### Colarinho
Os serpulídeos tem um colarinho peristomial (um segmento não verdadeiro dos anelídeos) na base de suas coroas radiais, normalmente trilobado com a divisão em um lobo médio-ventral e dois dorso-laterais, de textura suave. Essa divisão não é universal para os serpulídeos, que podem ser quadrilobados, pentalobados e até não ter lobos, mas é encontrado na maioria. Alguns possuem estruturas chamadas linguetas entre os lobos, nas quais se hipotetiza uma função sensorial, por estarem ligados à nervos.
O colarinho costuma se encontrar no primeiro segmento torácico do serpulídeo, sem a presença de uncini (estruturas de ancoragem ao tubo). Os lobos dorso-laterais continuam nas membranas torácicas saídos do colarinho, característica única dos serpulídeos, sendo considerada uma sinapomorfia do grupo.

#### "Olhos"
Podem possuir fotorreceptores por todo o corpo, tal qual os anelídeos em sua maioria. Apesar disso, esses caracteres não foram muito estudados, pela dificuldade de encontrar olhos e seus locais em material preservado. Não se encontrou um padrão muito claro nas espécies estudadas.
Os fotorreceptores podem possuir diferenças ultraestruturais, mas são classificados geralmente como:
- Ocelos - aqueles que estão sozinhos, com ou sem lente, em sua maioria no eixo radiolar.
- Aglomerações ocelares - ocelos juntos em grupos de dois a vinte, com múltiplas lentes, encontrado no pedúnculo e na coroa.
- Olhos compostos, que são grupos padronizados de ocelos.

Em Spirobranchus giganteus, por exemplo, existem entre 600 e 1000 unidades receptoras localizados na base dos lobos branquiais, os olhos mais complexos descritos em Sabellida, e podendo competir com olhos compostos de artrópodes. Muitos serpulídeos possuem aglomerações de ocelos no prostômio - a região anterior do animal, antecedendo os segmentos verdadeiros -,  associados ao “cérebro” (gânglio de nervos na região cefálica).

Desenho de Serpula armata que a mostra coroa branquial com opérculo (formato de cogumelo), o colarinho logo abaixo separando ela do tórax (parte mais grossa), e o abdômen na parte inferior, coberto em sua maioria pelo tubo.

#### Tórax
O tórax é a região contida entre o colarinho e o abdômen, delimitado por uma fina membrana chamada membrana torácica, que envolve o tórax desde o colarinho até sua parte posterior. O número de segmentos torácicos com parapódios costuma ser constante nos táxons de Serpulidae, sendo considerado então uma importante característica taxonômica. Neles, são encontrados os uncini: ganchos que fixam o animal em seu tubo, e nos serpulídeos tem formato de escova achatada; possuem vários dentes curvados em sua margem, com perfil de formato triangular ou retangular. Os unicini se encontram lado a lado e rodeiam o eixo longitudinal do corpo do animal, transversalmente - na forma geométrica chamada toro; a parte dentada fica voltada para a parte anterior do corpo.

#### Abdômen
O abdômen consiste em um grande número de segmentos, que varia com o tamanho e a idade do indivíduo. Os segmentos mais anteriores do animal podem não ter nem cerdas nem uncini, e alguns táxons têm em segmentos mais posteriores uma zona glandular na parte dorsal. O pigídio - último segmento, e um segmento não verdadeiro, no corpo do anelídeo - é usualmente bilobado e possui um ânus em formato de corte no segmento.
As cerdas estão presentes em todos os segmentos após a zona sem cerdas, e são localizadas ventralmente, costumando ficar progressivamente mais longas à medida que se aproximam do pigídio. Enquanto isso, os uncini estão em toro na região dorsal.

## Diversidade

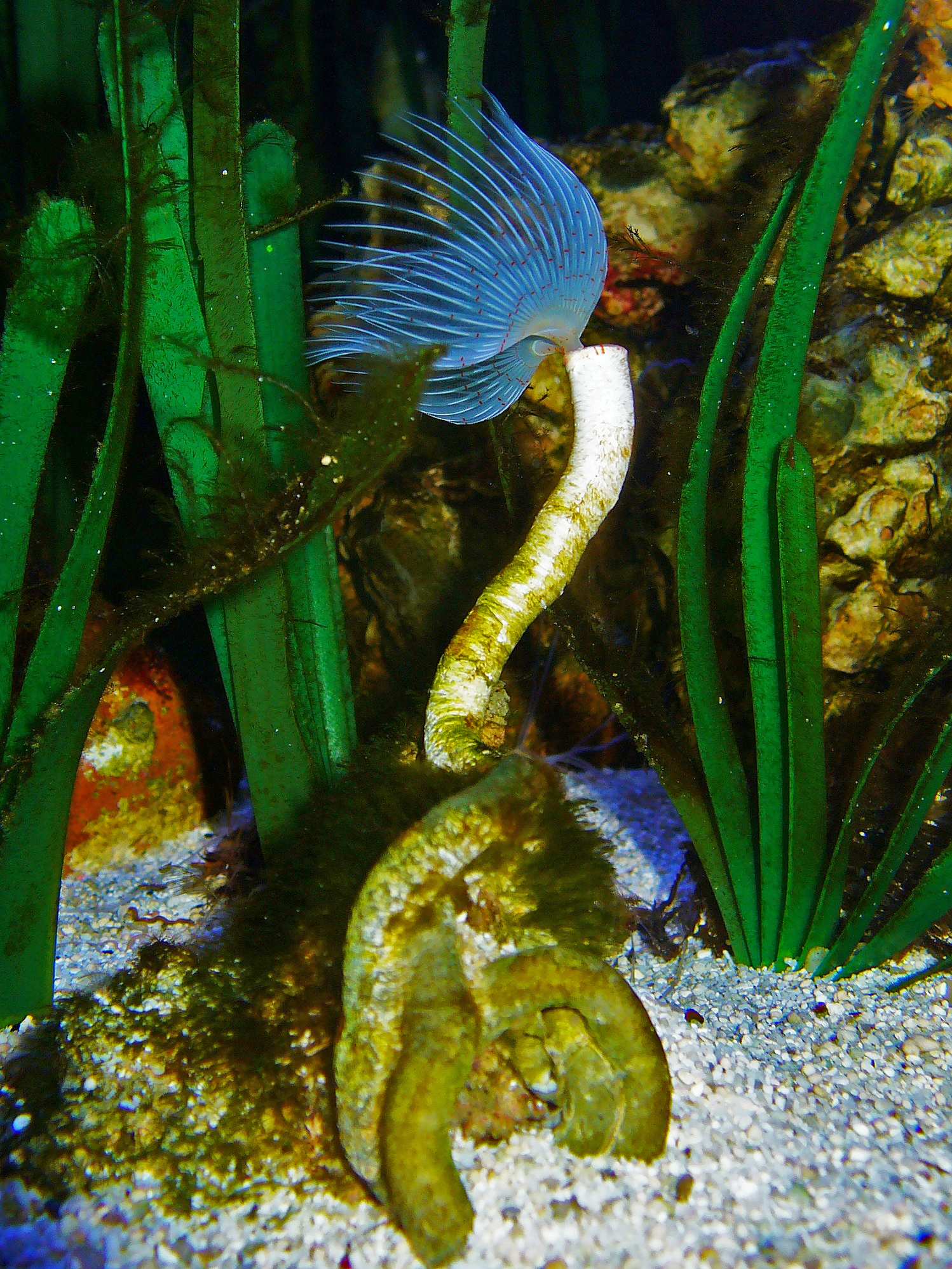
Protula tubularia, espécie de serpulídeo presente em Portugal

Serpulídeos são seres bentônicos marinhos, e podem ser encontrados em seus tubos em corais, nos cascos de navios, em conchas de outros animais, no substrato e, principalmente, em rochas; estão presentes nas regiões mais rasas do oceano e também em regiões abissais, como a espécie Bathyditrupa hovei; a espécie Marifugia cavatica é a única que pode ser encontrar em água doce, dentro de cavernas. Nesses ambientes, realizam filtração através de suas coroas branquiais, que movimentam a água ao seu redor e, com seus cílios, conseguem captar as partículas suspensas e levá-las até sua boca.

#### Reprodução
São animais que podem se reproduzir de forma sexuada e de forma assexuada.
Na reprodução assexuada, os serpulídeos fazem paratomia: a parte posterior do animal se separa, formando um novo indivíduo.
Na reprodução sexuada, os gametas são lançados na camada de água ou na água interior ao tubo, e a fertilização ocorre externamente aos animais. Possuem um estado larval livre que pode ser planctófago e outro que se alimenta exclusivamente dos nutrientes do ovo de que eclodiram; outras larvas se desenvolvem dentro do próprio tubo, com cuidado parental: ou livres dentro do tubo, ou em bolsas calcárias, ou em bolsas na membrana torácica ou presos à coroa radial. A maturidade sexual e o primeiro momento de reprodução normalmente ocorrem entre o 6º mês de vida e o primeiro ano.

#### Tubo

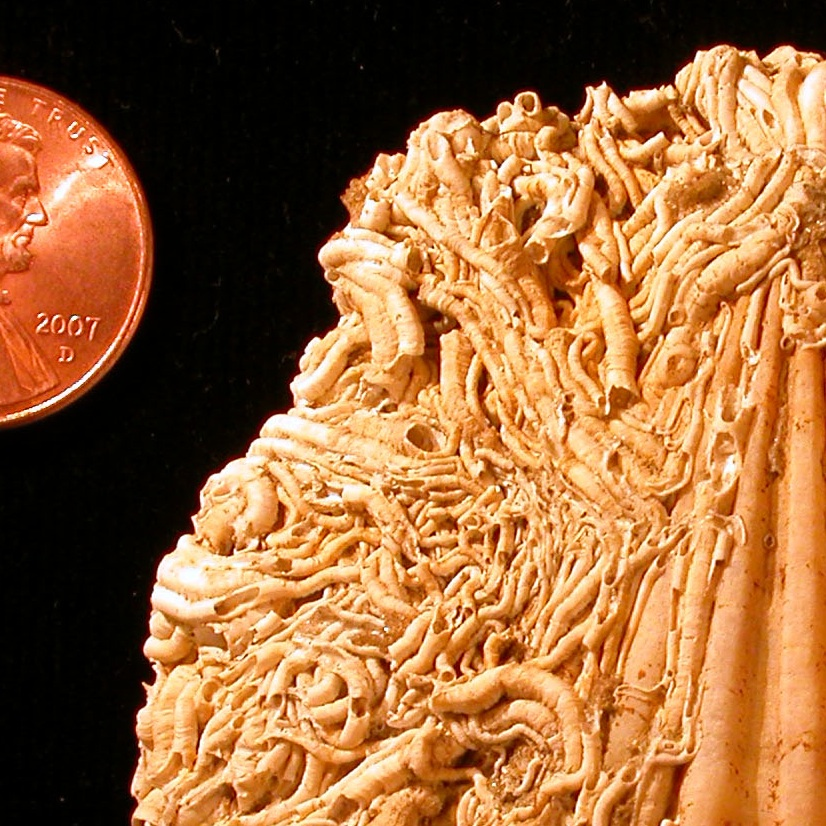
Uma colônia de serpulídeos incrustada em uma concha, o tamanho comparado com o de uma moeda

O mecanismo de secreção de cálcio, tal qual descrito por Neff, envolve glândulas acinares secretoras de cálcio que se conectam com a parte ventro-lateral do animal por um duto simples, localizadas no colarinho. São encontradas tanto grânulos calcificados - compostos de cristais de calcita com formato de agulha mergulhados em matriz orgânica - quanto não-calcificados. O tubo é formado então pela solidificação de grânulos calcários com matriz depositados no tubo. Estes é considerado o padrão por Hove et al, mas ainda  existe uma diversidade enorme de morfologias para as glândulas e de mecanismos.
Por exemplo, Pomatocerus americanus constroem uma estrutura lamelo-fibrilar ordenada na parte interna do tubo que sugere que a cristalização é mediada pela matriz orgânica, com mecanismos moleculares, diferente da simples deposição e calcificação proposta por Neff (1971). Geralmente, eles estão conectados ao substrato pelas partes mais antigas, mas alguns podem estar ligados por completo.
Os tubos têm formatos variados, podendo conter vários compartimentos para prole, ser lineares e grossos, ter torções… e, além disso, possuem uma diversidade imensa de ornamentação externa: diversas combinações de estrias transversais e longitudinais, anelares, formações semelhantes a trompetes e completamente lisos. Eles crescem influenciados por condições do ambiente, mudando de direção dependendo de correntes, sedimentação e substrato.
A parte interna do tubo costuma ser cilíndrica, mas casos como o do gênero Spiraserpula, que apresentam um tubo oval com uma linha central que não chega a dividir o tubo em dois, mostram que essa característica não é universal entre esses sabelídeos.

## Taxonomia e Filogenia
A família Serpulidae foi descrita originalmente por Rafinesque em 1815, e continha Serpulinae e Spirorbinae como grupos irmãos, mas em 1923, Rioja colocou os Filograninaes na família, indivíduos, na época, unidos pela ausência de opérculo
Atualmente os serpulídeos se encontram na subordem Sabellida. Algumas das sinapomorfias deles é a permanência do lobo dorso-lateral do colarinho ao longo do corpo, na membrana torácica, a construção dos tubos calcários, e a presença do opérculo (que pode ter sido perdido secundariamente). Esse táxon contém cerca de 397 espécies e por volta de 50 gêneros.
Os serpulídeos se subdividem nas subfamílias Filograninae Rioja, 1923, Serpulinae Rafinesque, 1815, e Spirorbinae Chamberlin, 1919 - esta última já foi considerada uma outra família em alguns estudos, mas outros mais recentes a colocam como serpulidae. Após um estudo morfológico e molecular de Kupriyanova (2006), Serpulinae e Spirorbinae foram considerados grupos irmãos, e os Filograninos o grupo mais basal, hipotetizando Serpulidae como um grupo monofilético contendo estas três subfamílias.
|  | Filograninae                                               |
|  |                                                            |
|  | \| \| Serpulinae \| \| \| \| \| \| Spirorbinae \| \| \| \| |
|  |                                                            |
|  | Serpulinae                                                 |
|  |                                                            |
|  | Spirorbinae                                                |
|  |                                                            |

|  | Serpulinae  |
|  |             |
|  | Spirorbinae |
|  |             |

|  | Filograninae                                               |
|  |                                                            |
|  | \| \| Serpulinae \| \| \| \| \| \| Spirorbinae \| \| \| \| |
|  |                                                            |
|  | Serpulinae                                                 |
|  |                                                            |
|  | Spirorbinae                                                |
|  |                                                            |

|  | Serpulinae  |
|  |             |
|  | Spirorbinae |
|  |             |

Não foi proposta nenhuma sinapomorfia para a subfamília Filograninae, que inicialmente continha os serpulídeos sem opérculo ou com opérculo simples e membranoso. Havia a hipótese do caráter simplesiomórfico (caráter ancestral compartilhado por mais de um táxon) “presença de folículos no opérculo” e/ou da ausência de opérculo os unirem, mas os dados na pesquisa de Kupriyanova (2006) sugerem que ele foi perdido no mínimo duas vezes em Serpulidae.
Esse estudo também mostra que Filograninae não pode ser sustentado como clado monofilético, por causa das mesmas espécies que acabam por tornar Serpulinae parafilético: Vermiliopsis, Chitinopoma, e Metavermilia.

## Galeria

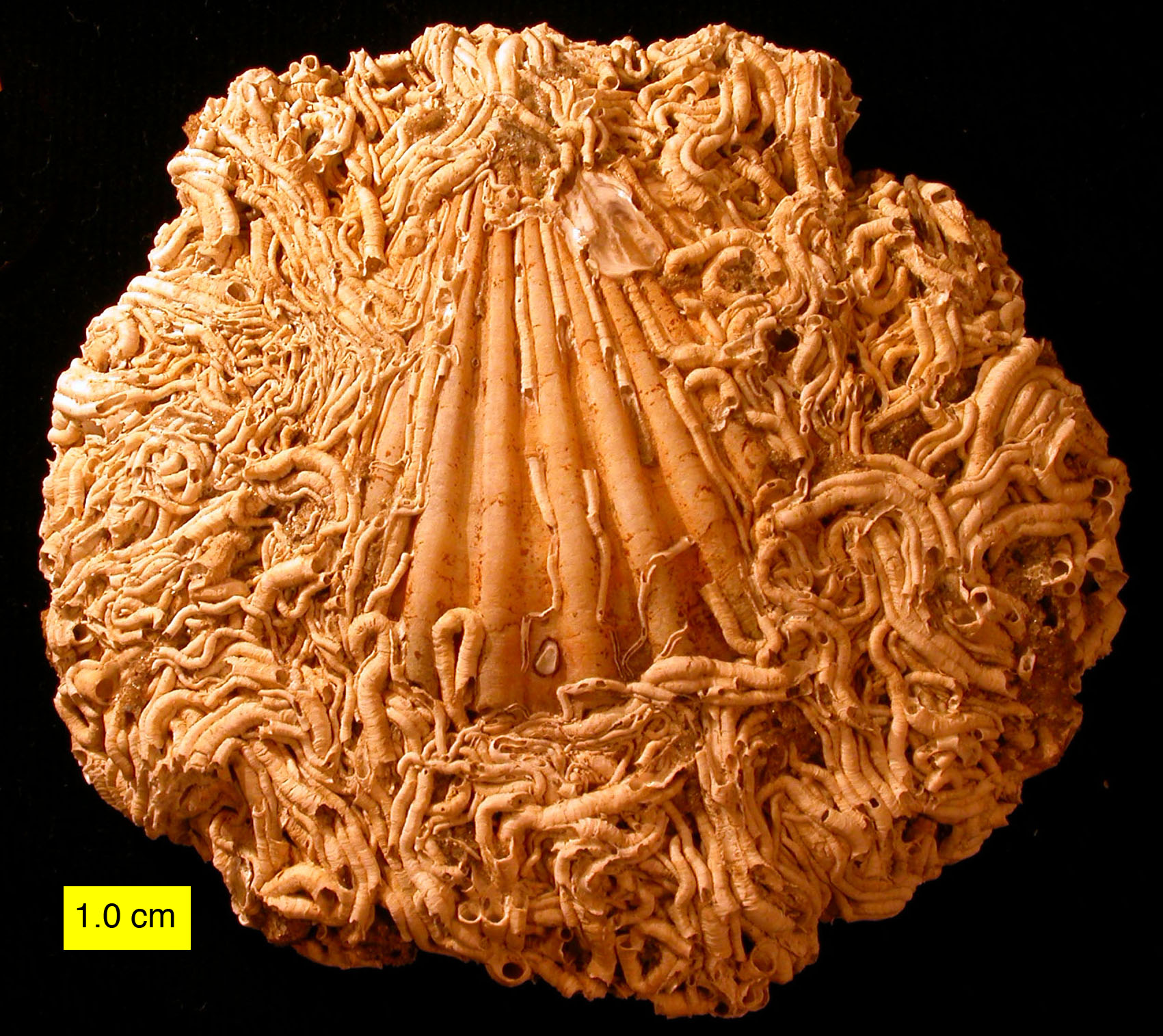
Concha com incrustação de tubos de serpulídeos.
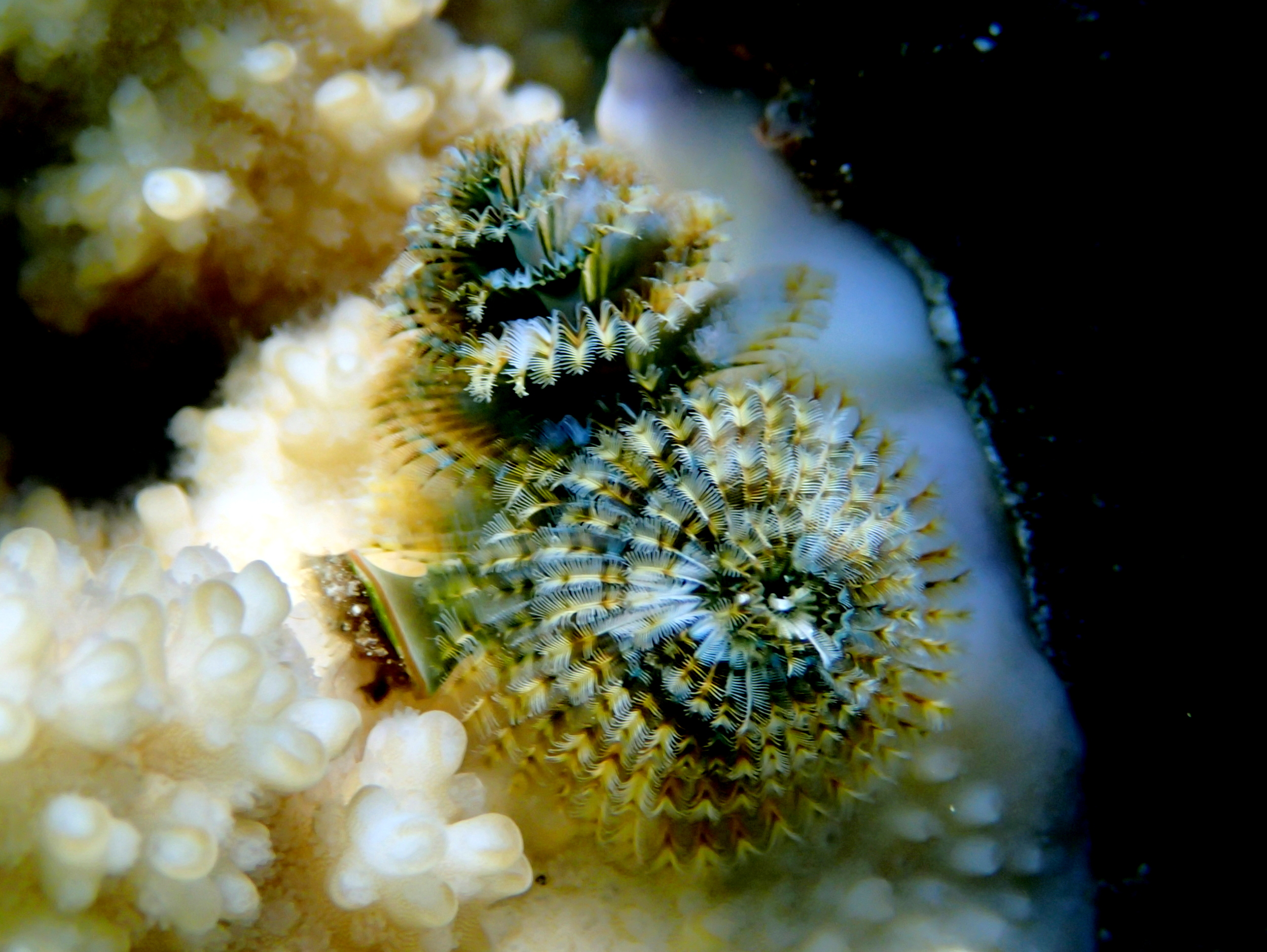
Destaque para a coroa branquial, típica de vermes-tubo como os Serpulidae.
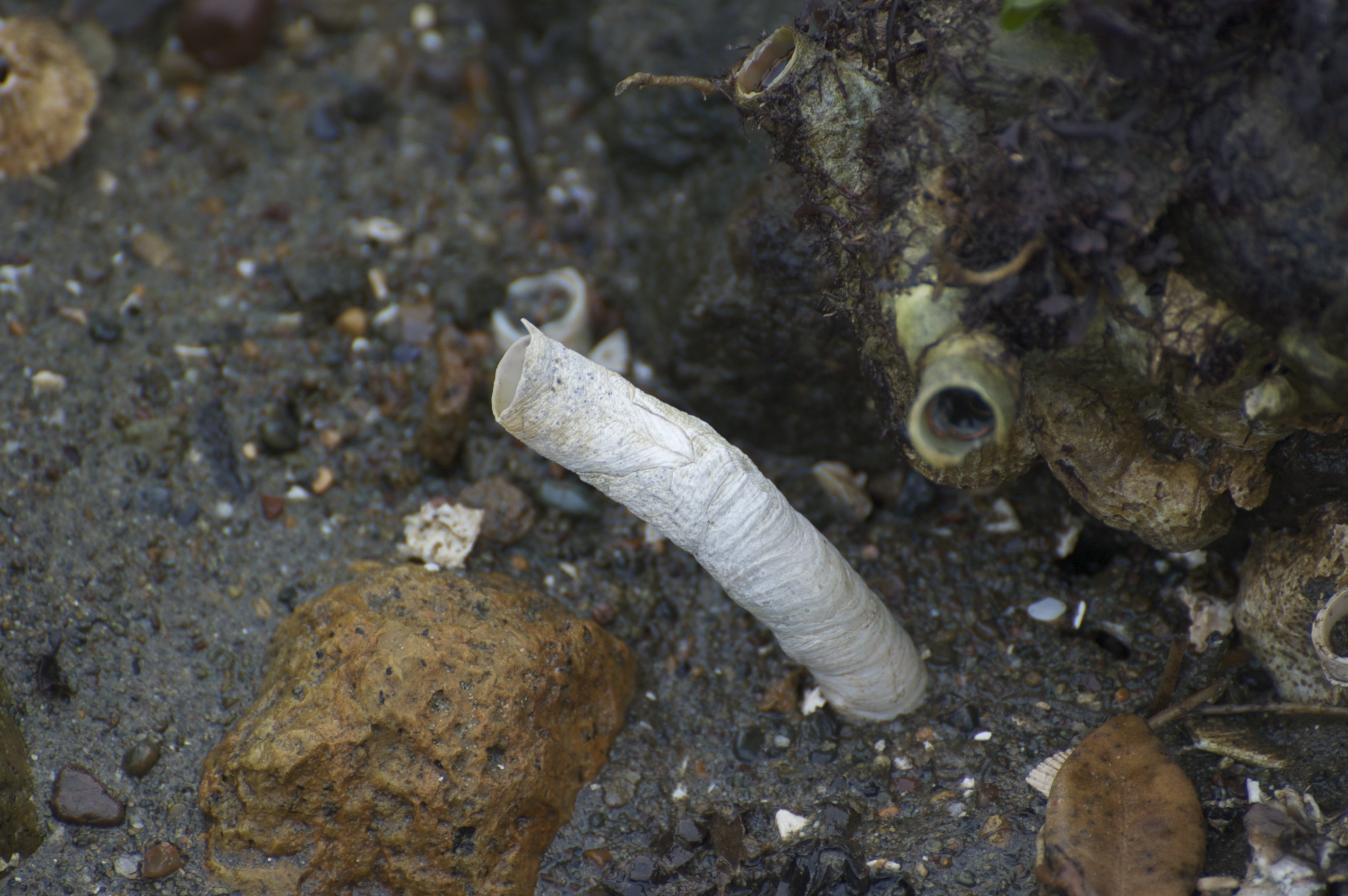
Tubo calcificado da espécie Serpula vermicularis.
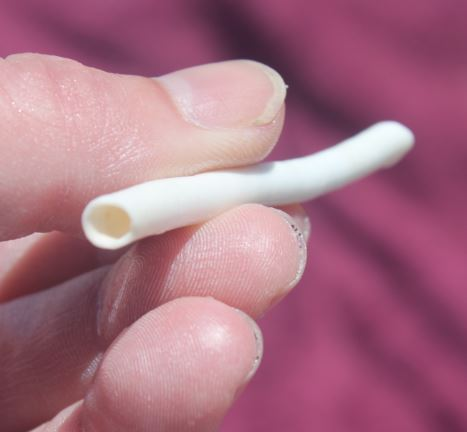
Tubo calcificado típico de Serpulidae.